# 후지와라 효과

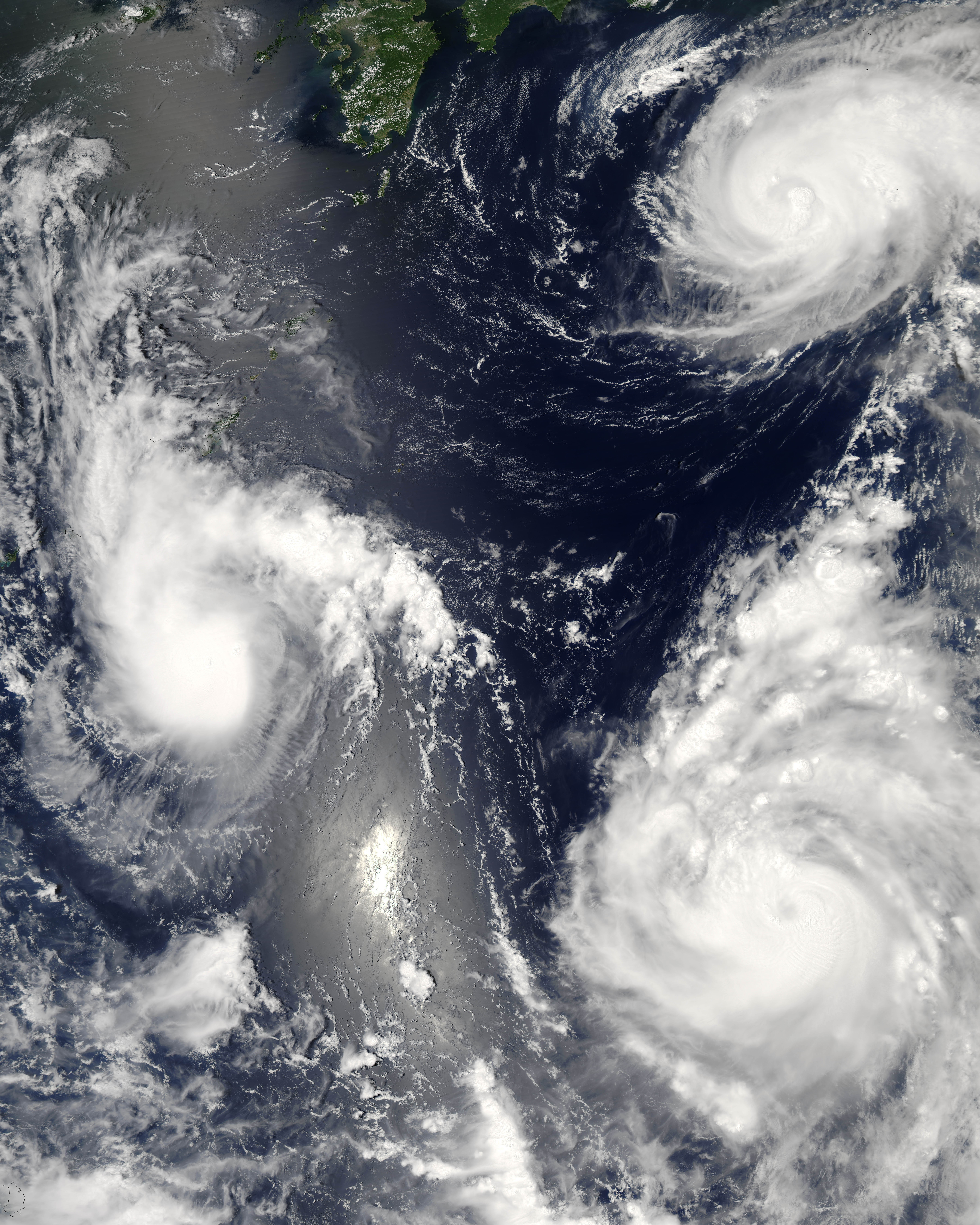
2006년 북서 태평양에 제7호 마리아, 제8호 사오마이, 제9호 보파까지 모두 3개의 태풍이 발생해 후지와라 효과를 주고받는 모습을 촬영한 위성 사진.

후지와라 효과(Fujiwhara Effect)는 근접해 있는 2개 이상의 열대 저기압이 서로 영향을 주고받는 현상으로, 일본의 기상학자 후지와라 사쿠헤이(藤原咲平)가 1921년에 발견했다.

## 개요

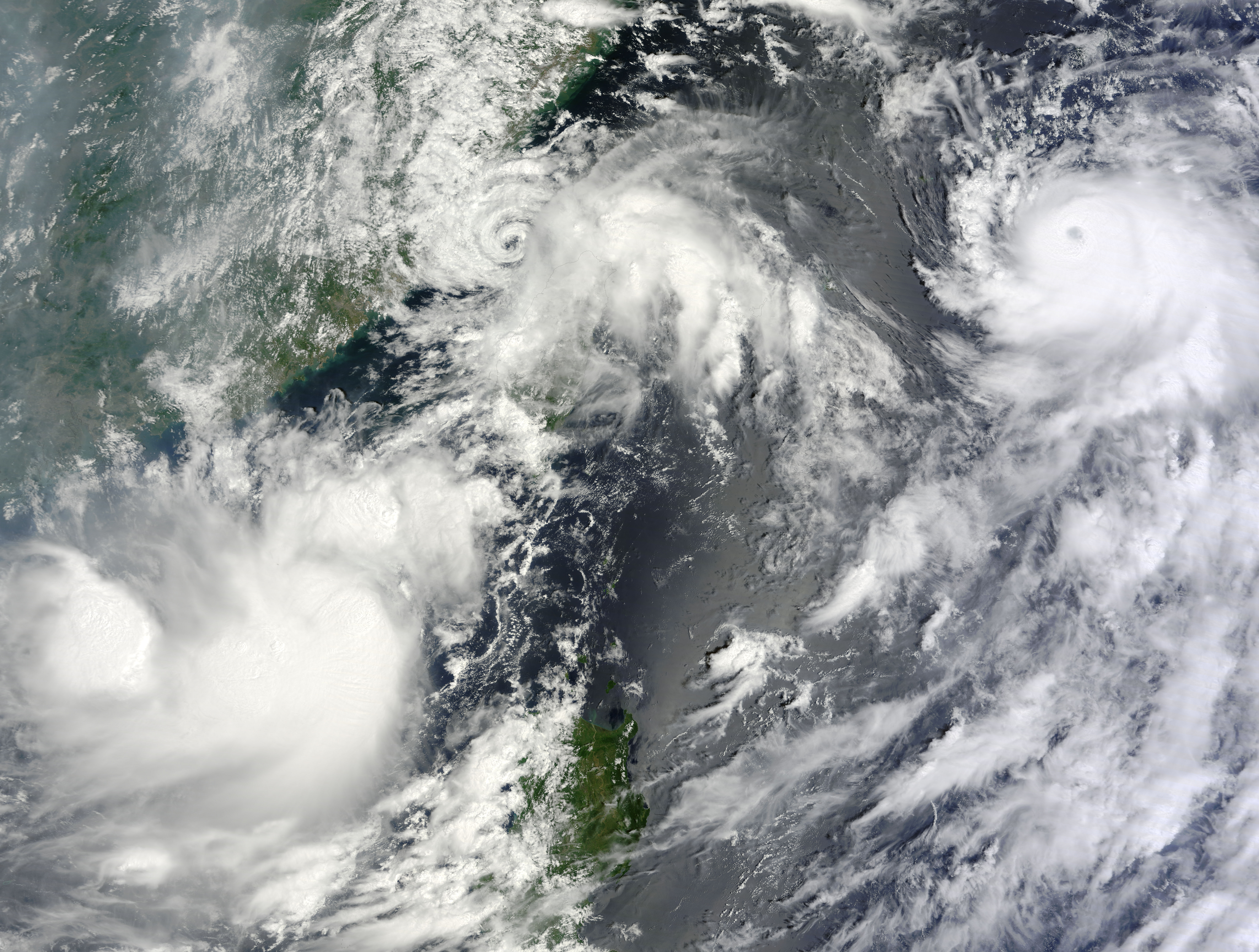
제6호 태풍 라이언록(왼쪽 밑),
제8호 태풍 남테운(가운데 위),
제7호 태풍 곤파스(오른쪽 위).
2010년 8월 31일 촬영.

열대 저기압은 대개 가까이에 있는 고기압이나 기압골에 의해 생기는 바람으로 흘러가며 이동한다. 여기에 2개의 열대 저기압이 접근하는 경우, 그 열대 저기압의 회전(북반구에서는 반시계 방향, 남반구에서는 시계 방향)을 통해 불어 오는 바람으로 흘러가는 효과가 더해진다. 이 때문에 때로는 기형적인 진로가 나타나는 경우가 있어 예측에 어려움을 겪기도 한다.
후지와라 효과가 나타나기 위해서는 열대 저기압의 강도나 세기에 따라 다르지만, 대체로 1,000km 이내에 들어야 한다. 이렇게 가까운 거리에 열대 저기압이 2개 이상 존재하는 현상은 대서양이나 인도양에서는 별로 나타나지 않고, 대부분 태평양, 특히 북서태평양에서 많이 볼 수 있다.
북서 태평양의 열대저기압(TY)에는 2006년 제7, 8, 9호 태풍과 2007년 제23, 24호 태풍, 2012년 제14호, 제15호, 그리고 2013년 제13, 14호 태풍들이 서로 후지와라 효과를 일으켰다.
후지와라 효과는 6개의 유형으로 분류할 수 있다.
- 서로 겹치는 형: 약한 열대 저기압이 근처에 있는 강한 열대 저기압에 세력을 빼앗겨 급속도로 약해지는 유형이다.
- 지향형: 한쪽의 열대 저기압만 간섭을 받고 다른 한쪽의 열대 저기압의 주위를 따라가는 것처럼 보이는 유형이다.
- 따라가는 형: 한쪽의 열대 저기압이 먼저 이동하고, 그 뒤를 다른 한쪽의 열대 저기압이 뒤쫓아 가는 유형이다.
- 시간을 기다리는 형: 동쪽에 있는 열대 저기압이 먼저 북상하고, 그 열대 저기압이 사라진 뒤에 서쪽에 있는 열대 저기압이 북상하는 유형이다.
- 동행형: 2개의 열대 저기압이 함께 이동하는 유형이다.
- 반대로 떨어지는 형: 동쪽에 있는 열대 저기압이 속도를 올려 빨리 북동쪽으로 이동하면, 서쪽에 있는 열대 저기압은 속도가 떨어지면서 서쪽으로 이동하는 유형이다.

이 후지와라 효과는 두 가지 이상이 함께 일어나는 경우도 있다.

## 사례
- 힌남노와 13W TS
- 사오마이와
- 태풍 볼라벤 과 덴빈